# Hidroelektrana Vinodol
Hidroelektrana Vinodol ili HE Vinodol je hidroelektrana koja je ustvari je samo dio hidroenergetskog sustava Vinodol (HES Vinodol), koji koristi vodnu snagu sa slivnih područja rijeke Lokvarke (Lokvarsko jezero zajedno s potokom Križ) i Ličanke (umjetna jezera Bajer, Lepenica i Potkoš), te još nekoliko manjih potoka. Premda nije riječ o velikom slivnom području (približno 80 km2), energetsku vrijednost ovog sustava omogućuje činjenica da se to područje nalazi na nadmorskoj visini većoj od 700 metara i da je konstruktivni pad na HE Vinodol 658,5 metara, što je jedan od najviših ostvarenih padova na hidroelektranama u Europi. Izgradnja objekata započeta je 1939., a sustav je u pogonu od 1952. U cilju povećanja proizvodnje, u sustav je 1985. uključena i Reverzibilna hidroelektrana Lepenica ili RHE Lepenica.

## Tehnički podaci
Glavni dijelovi HES Vinodol su pregrada i umjetno jezero Lokvarka (Lokvarsko jezero), Crpna hidroelektrana Fužine (CHE Fužine), pregrada i umjetno jezero Bajer, pregrada i umjetno jezero Lepenica, Reverzibilna hidroelektrana Lepenica (RHE Lepenica), Crpna stanica Križ (CS Križ), Crpna stanica Lič (CS Lič), umjetno jezero i pregrada Potkoš, cjevovod Potkoš - CS Lič, tunel Lokvarka-Ličanka, spojni tunel Križ, cjevovod Lič (stari i novi), tunel Kobiljak - Razromir, tlačni cjevovod HE Vinodol, podzemna strojarnica HE Vinodol. U okviru sustava HE Vinodol se organizacijski nalazi i Mala hidroelektrana Zeleni vir ili MHE Zeleni Vir, premda nije u istom hidrotehničkom sustavu. HE Vinodol se nalazi u Primorsko-goranskoj županiji, u mjestu Tribalj. HE Vinodol je visokotlačna akumulacijska hidroelektrana derivacijskog tipa. 
HE Vinodol ima instalirani volumni protok 18,6 m3/s (3 x 2 x 3,1 m3/s), a srednji bruto konstruktivni pad 658,5 metara (srednji neto konstruktivni pad je 623 metara). Instalirana snaga HE Vinodol je 94,5 MW (3 agregata x 2 vodne turbine x 15,75 MW). Maksimalna ostvarena godišnja proizvodnja HE Vinodol je 197 GWh, dok je prosječna godišnja proizvodnja električne energije 139 GWh (123,8 GWh je proizvedeno 2009., a 194 GWh je proizvedeno 2013.)

## Povijest
Hidroelektrana Vinodol izgrađena je 1952. kao Hidroelektrana Nikola Tesla, pretežito snagom mišića mladih ljudi i osuđenika. Važna je i zbog činjenice što je bila prva hidroelektrana namijenjena potrebama elektroenergetskog sustava Hrvatske, a ne samo lokalnim potrebama. Električni generatori hidroelektrane sinkronizirani su s elektroenergetskog mrežom 25. svibnja 1952. i nekoliko dana kasnije, točnije 1. lipnja 1952., pušten je u pogon prvi generator. Tijekom izgradnje nekoliko radnika izgubilo je život.
Slivno područje HE Vinodol malo je veće od 80 km2 i sastoji se od nekoliko manjih, ne baš vodom bogatih vodotoka (potok Križ, Lokvarka, Ličanka, Potkoš, Benkovac i Potok pod grobljem). Unatoč tomu, veliki hidropotencijal tog područja prepoznali su energetičari već 1939. Naime, premda siromašni vodom, spomenuti vodotoci izviru na više od 700 metara nadmorske visine. 1939. je započela izrada projekta za korištenje vodnih potencijala Ličanke i Lokvarke. Prema projektu, bilo je predviđeno stvaranje umjetnog jezera u dolini Ličanke od 18 milijuna m3, te drugog u dolini Lokvarke od 0,9 milijuna m3 vode, a strojarnica je predviđena u Vinodolskoj dolini blizu mjesta Tribalj. Uz usporednu izradu izvedbenih projekata, već tada je započela izgradnja, koja je smanjenim intenzitetom trajala do kapitulacije Italije 1943. Odmah nakon završetka Drugog svjetskog rata, projekti su se ponovno proučili, a osobito su provjereni podaci o geološkoj građi terena, jer je riječ o kršu. Rezultati provjere u istražnim bušotinama, dubokim do 2 000 metara, bili su temelj za nove projektne podloge. Naime, istraživanja su pokazala da geološka obilježja ograničavaju uspornu točku Ličanke u jezeru Bajer na 717 metara nadmorske visine, umjesto ranije predviđenih 735,5 metara, pa je time i korisni obujam umjetnog jezera sveden s predviđenih 18 milijuna m3 na 1,23 milijuna m3, dok je umjetnog jezera Lokvarke od prvobitno određenog uspora s kotom na 737 metara nad morem i obujmom umjetnog jezera od 0,9 milijuna m3 povećana na korisni obujam od čak 30,7 milijuna m3, uz kotu uspora od 770 metara nad morem. Ta dva umjetna jezera bila su rješenje za izravnanje neravnomjernih prirodnih dotoka, ali s jednom prirodnom anomalijom.
Naime, na većem dotoku (Ličanka) bila je manje umjetno jezero (Bajer), a na manjem dotoku (Lokvarka) veće umjetno jezero (Lokvarsko jezero). Stoga su, jer je Lokvarka na višoj nadmorskoj visini od Ličanke, dva umjetna jezera povezana tunelom od 3 456,5 metara duljine, promjera 2,40 metara, te je izgrađena strojarnica Vrelo kod Fužina, kao reverzibilna hidroelektrana. Tako se višak vode u jezeru Bajer mogao crpkom prebacivati u Lokvarsko jezero. Kasnije su izgrađeni i umjetna jezera Lepenica i Potkoš, te crpna postaja Križ. Voda iz središnjeg umjetnog jezera Bajer do podzemne strojarnice u Triblju najprije prolazi tunelom dugim 199 metara, potom armiranobetonskim cjevovodom Lič promjera 2,80 metara, duljine 4 920 metara. U međuvremenu je izgrađen i novi cjevovod Lič, položen paralelno sa starim cjevovodom Lič, s tim da oba mogu biti u korištenju, a mogu se i fizički odvojiti zapornicama, tako da voda protječe samo jednim od njih. Duljina cjevovoda iznosi 4 881,79 metara, promjer je 3,20 metra, s padom od 14,20 ‰ do 0,5 ‰ (prosječno 1,8 ‰). Cjevovod Lič prelazi u tlačni tunel Kobiljak – Razromir dug 4 162 metara, kojim voda dolazi do podzemne zasunske komore. Od Razromira se voda usmjerava u čelični tlačni cjevovod izgrađen u kosom tunelu, nagiba 32º, i dovodi na razinu Vinodolske doline, odnosno strojarnice izgrađene u podzemnoj šupljini kod Triblja. Kada je elektrana izgrađena, ugrađena su 3 agregata (vodna turbina + električni generator) 3 x 28 MW ili za tadašnje okolnosti ukupne velike snage od 84 MW. Vodne turbine su bile Peltonove turbine u vodoravnoj izvedbi, proizvođača Ateliers des Charmilles iz Ženeve. Tako je nastala HE Vinodol kao vršna elektrana, koja iz stanja mirovanja može preuzeti maksimalno opterećenje za nekoliko minuta, što joj osigurava iznimnu energetsku vrijednost.

## Hidroenergetski sustav Vinodol
Osnovni hidroenergetski sustav (HES) Vinodol sastoji se od Lokvarkog jezera, Crpne stanice Križ (CS Križ), spojnog tlačnog tunela Lokvarka - Ličanka, Crpne hidroelektrane Fužine (CHE Fužine), Vrelo (4,8 MW), umjetnog jezera Bajer, Reverzibilne hidroelektrane Lepenica (1,326 MW), umjetnog jezera Lepenica, Retencije Potkoš, Crpne stanice Lič (CS Lič), gravitacijskog zahvata ili kanal Benkovac, tunela, armirano-betonskog cjevovoda i čelično tlačnih cjevovoda sveukupne duljine 18,8 kilometara, derivacijskog dovoda (provodnici vode) duljine od približno 10,5 kilometara do Triblja, te HE Vinodol u Triblju (94,5 MW). Hidroenergetski sustav Vinodol koristi vode vodotoka Gorskog kotara: Lokvarka, Križ potok, Ličanka s pritokama Kostanjevicom i Lepenicom, Potkoš, Benkovac, Potok pod grobljem, a umjetna jezera su Lokvarsko jezero, Bajer, Lepenica, te retencija Potkoš.
Ukupni hidropotencijal (maksimalna mogućnost akumuliranja) u umjetnim jezerima HES Vinodol je 41 563 x 106 m3 vode. Ukupni korisni (iskoristivi) obujam vode u umjetnim jezerima HES Vinodol iznosi 40 593 x 106 m3, za moguću proizvodnju vodnih turbina HE Vinodol u Triblju. Hidroenergetski potencijal Vinodol, s jedne strane, rezultat je velikog raspoloživog pada (kotline Ličanke i Lokvarke s njihovim pritocima nalaze se na više od 700 metara nad morem, dok je Vinodolska dolina - gdje je smještena HE Vinodol, na približno 60 metara nad morem), što je jedan od najvećih ostvarenih padova na hidroenergetskim postrojenjima u Europi. S druge strane, raspoložive količine vode razmjerno su skromne i podložne znatnim promjenama protoka. Ukupna veličina sliva svih voda tog područja iznosi 80,8 km2, dok se nadmorska visina kreće između 700 i 1 100 metara. Ukupni prosječni godišnji dotok HES Vinodol iznosi 3,27 m3/s, a prosječna godišnja količina oborine, mjerena u meteorološkoj postaji kod CHE Fužine kao reprezentativnom mjestu za HES Vinodol, iznosi 2 600 mm (litara po četvornom metru godišnje).

### Podzemna strojarnica
Podzemna strojarnica HE Vinodol u Triblju smještena je u podzemnoj šupljini (kaverni) s pristupnim tunelom duljine 185,5 metara (kota podišta strojarnice je na 56,50 metara nad morem) i u njoj su 3 proizvodne grupe, s tim da svaka ima po jedan sinkroni generator povezan vodoravnom osovinom s po dvije Peltonove turbine. Ovdje je i jedan kućni agregat s Peltonovom turbinom od 400 kW i generatorom 470 kVA, te 1 500 o/min za vlastitu potrošnju i dva kućna transformatora 35/0,4 kV od 400 kVA. Rasklopno postrojenje 110 kV smješteno je na platou iznad ulaza u strojarnicu i vezano je sa šupljinom strojarnice kosim kabelskim vodom, dok je rasklopno postrojenje 35 kV smješteno u podzemlju. HE Vinodol proizvedenu električnu energiju predaje u 110 kV mrežu preko 3 blok-transformatora (35 MVA, 10,5/115,5 kV), te vanjskog rasklopnog postrojenja 110 kV. 
Instalirana snaga elektrane je 94,5 MW (3 x 31,5 MW), uz protok od 18,6 m3/s (svih 6 Peltonovih turbina), a srednji bruto konstruktivni pad vode iznosi 658,5 metara. Tri su generatora, proizvođača Končar (tip SB 3756 - 12), a nazivna snaga po generatoru je 35 MVA. Faktor snage (cos φ) je 0,9, nazivni napon 10,5 kV, a nazivna brzina vrtnje 500 o/min. Priključena je na mrežu generatorima u blok spoju s transformatorima i kabelskim spojem na sabirnice 110 kV. U strojarnici je 6 vodoravna turbina Pelton, s po jednim mlazom, a nazivna snaga
svake vodne turbine je 15,75 MW kod netto pada od 645 metara, s nazivnih 500 o/min.

### Lokvarsko jezero
Rijeka Lokvarka zaustavljena je u radnim akcijama, koje su trajale neprestano od 1952. do 1955., a negdašnju zelenu dolinu s naseljem i 3 pilane, te nekoliko kilometara popularne goranske ceste Lujzijane, prekrilo je zeleno-plavo umjetno jezero duboko 40 metara. Obitelji naselja Srednji jarak, koje su se naselile na tom mjestu nakon izgradnje Lujzijane 1805., zauvijek su iseljene. Premda je Lokvarsko jezero umjetno jezero, ono se skoro savršeno uklopilo u prirodni okoliš prelijepih goranskih crnogoričnih šuma, pa danas predstavlja iznimnu turističku atrakciju i omiljeno je mjesto športaša i rekreativaca. Na jezeru je održano I. svjetsko prvenstvo u podvodnoj orijentaciji, te brojne međunarodne veslačke regate, a od 1978. ovdje se održava tradicionalni susret planinara, biciklista i ostalih ljubitelja prirode pod nazivima POJ i BOJ (pješice ili biciklom oko jezera). Lokvarsko je jezero i omiljeno boravište ribiča, jer je bogato klenom, šaranom, karasom, pastrvama i drugim vrstama riba. Pedantni ribiči su zabilježili da je baš u Lokvarskom jezeru 1973. ulovljena najveća riječna pastrva u svijetu, teška nevjerojatnih 25,40 kilograma.

### Umjetna jezera Bajer, Lepenica i Potkoš
Fužinarski je kraj iznimno bogat vodom. Fužine su naseljeno mjesto s najvećom količinom oborina u Hrvatskoj (godišnje između 1 500 do 3 300 mm ili litara padalina po četvornom metru, a u ekstremnim godinama i do 4 000. Da bi se ta silna količina vode zadržala i iskoristila, u Fužinama su izgrađena tri umjetna jezera. Za potrebe HE Vinodol, osim Lokvarskoga jezera, stvorene su i umjetna jezera Bajer, Lepenica i Potkoš.
Najstarije umjetno jezero je Bajer, izgrađeno pedesetih godina 20. stoljeća. Jezero je smješteno u negdašnjoj atraktivnoj dolini rijeke Ličanke, uz naselje Fužine. Prosječne je dubine od 2 do 7 metara i raspolaže s približno milijun i pol m3 vode. Pogodno je za vožnju čamcem, kanuom, kajakom i za surfanje, zbog čestog strujanja vjetra. Svake godine na jezeru Bajer održava se jedriličarska regata, a u planu je organiziranje panoramskih vožnji turističkom brodicom na električni pogon. Umjetno jezero Bajer ostvaruje se betonskom gravitacijskom pregradom koja je visoka 10,6 metara iznad terena, a izgrađena je na najužem mjestu doline Ličanke kod mjesta Fužine. Dužina betonske pregrade je 105,5 metara, a njen obujam s temeljima iznosi ukupno 7 000 m3 betona. Korisna akumulacija jezera Bajer iznosi 1 230 000 m3 kod gornje razine vode 717 metara nad morem. Lokvarsko i Bajer jezero povezani su tlačnim tunelom Lokvarka – Ličanka ukupne duljine 3 456 metara, promjera 2,4 metara, s kojim se odvodi voda iz Lokvarskog jezera u jezero Bajer. Maksimalan protok kroz tlačni tunel je 10 m3/s. Ovaj tunel služi također za prepumpavanje vode u slučajevima velikih valova Ličanke u veće Lokvarsko jezero. Tlačni tunel, neposredno prije zasunske komore, završava se čeličnim tlačnim cjevovodom s kojim se dovodi voda u Crpnu hidroelektranu Fužine.
Umjetno jezero Lepenica najveće je umjetno jezero u fužinarskom kraju. Izgrađeno je 1988., a površinom i količinom vode je znatno veće od Bajera. Maksimalna dubina mu je 18 metara. Ljeti je pogodno i ugodno za kupanje (temperatura dosegne više od 23 °C). Na jezeru se redovito, svake godine, održavaju Državno prvenstvo, Svjetsko prvenstvo i Svjetski kup u orijentacijskom ronjenju. Oba su jezera iznimno bogata ribom i mamac su za ribiče i odlična za njihova natjecanja u ribolovu.
Najmlađe i najmanje je umjetno jezero Potkoš. Smješteno je u podnožju obronaka Bitoraja, između Fužina i Liča. Atraktivno je kao izletište i piknik prostor. Sva tri jezera izvrsno su uklopljena u planinski krajobraz i pravi su turistički dragulj Fužina. Posebno je popularno jezero Bajer, oko kojega vodi atraktivna šetnica i koje je najčešće odredište izletnika, a na obalama je iz godine u godinu sve više drvenih umjetničkih skulptura, koje ostavljaju kipari koji ovdje rado dolaze na kiparske radionice. Mnogi turisti, športaši, rekreativci i izletnici, koji dolaze uživati na obale ovih jezera, ne znaju da su ona umjetno stvorena kako bi svojom vodom pokretali vodne turbine HE Vinodol. Umjetno jezero Potkoš čini spremnik od 350 000 m3 ostvarenom nasutom branom na potoku Potkoš. Voda iz tog umjetnog jezera teče kroz zatvoreni betonski kanal duljine oko 1 500 metara do Crpne stanice Lič, gdje se ubacuje u tlačni cjevovod Lič. Na taj se način omogućuje energetsko iskorištavanje ovoga bazena koje odgovara prosječnoj godišnjoj proizvodnji električne energije od 6 GWh.

### Reverzibilna hidroelektrana Lepenica
U dolini potoka Lepenica, pritoka jezera Bajer, izgrađena je brana s kojom se dobilo umjetno jezero Lepenica, s čijim se padom do jezera Bajer koristi Reverzibilna hidroelektrana Lepenica ili RHE Lepenica u turbinskome radu, dok se u crpnome pogonu voda iz umjetnog jezera Bajer prebacuje u umjetno jezero Lepenica. Početak rada RHE Lepenica bila je 1985.

### Crpna hidroelektrana Fužine
Crpna hidroelektrana Fužine ili CHE Fužine koristi vodeni pad između akumulacije Lokvarskog jezera i umjetnog jezera Bajer (24,5 do 54,5 metara), a ujedno služi za prebacivanje vode iz donjeg jezera Bajer u gornje Lokvarsko jezero. U tu svrhu, u strojarnici CHE Fužine ugrađen je jedan trojni agregat, na zajedničkoj vertikalnoj osovini, na kojoj se na vrhu nalazi elektromotor – generator, u sredini je vodna turbina tipa Francis (Francisova turbina), dok je na donjem kraju centrifugalna crpka. Veza elektrane s mrežom je preko 30 kV voda, dugog oko 14 kilometara, koji preko Trafostanice Vrata vodi do sabirnica 35 kV u HE Vinodol. Godina početka pogona CHE Fužine bila je 1957.

### Crpna stanica Križ
Crpna stanica Križ ili CS Križ ima namjenu da se u akumulaciju Lokvarskog jezera ubacuje vodu potoka Križa, koji se u rijeku Lokvarku ulijeva nizvodno od brane umjetnog jezera. U tu svrhu je izgrađen bazen obujma oko 6000 m3 pored strojarnice u kojoj su smještene 4 vertikalne crpke kapaciteta dobave 400 l/s, visine dobave 24 metra, s pogonskim elektromotorom snage 140 kW, te jedna crpka kapaciteta 700 l/s, dobavne visine 24 metra s pogonskim elektromotorom 200 kW. Na taj se način za pohranjivanje 1 m3 vode troši 0,08 kWh, a ta voda zatim stvara energiju od 1,6 kWh padom do podzemne strojarnice HE Vinodol.

### Tlačni vod Bajer – strojarnica HE Vinodol
Prvi dio dovoda u tlačni vod je u obliku tunela duljine 200 metara i promjera 2,8 metara. Tunel prelazi u armirano-betonski cjevovod u Ličkom polju duljine 4 915 metara, koji se nastavlja u tlačni tunel Kobiljak – Razomir duljine 4 162 metara. Tunel se završava zasunskom komorom od koje se dovod vode nastavlja kosim tlačnim čeličnim cjevovodom pod kutom od 32º. Kosi čelični cjevovod je smješten u kosom rovu potkovastoga oblika duljine 1 189 metara. Na izlazu iz kosoga rova nalazi se vodoravna razdjelna komora od koje se odvajaju šest ogranaka, odnosno po dva dovoda vode za svaku vodnu turbinu na kojima se nalazi zaporna i regulacijska armatura. Volumni protok dovoda vode je 15 m3/s.

### Crpna stanica Lič
Crpna stanica Lič ili CS Lič ima namjenu da se pomoću nje omogući energetsko iskorištavanje vode Ličkoga polja i potoka Potkoša. U tu namjenu je u koritu Ličanke izgrađen crpni bazen obujma 1300 m3 s crpnom stanicom u kojoj su smještene 2 vertikalne crpke kapaciteta dobave 400 l/s i dobavne visine 24 metara, te jedna crpka kapaciteta dobave 50 l/s. Voda se iz bazena, preko crpne stanice, ubacuje direktno u glavni dovodni cjevovod za HE Vinodol. Na taj se način potrošnjom energije od 0,1 kWh ostvaruje u strojarnici HE Vinodol proizvodnja električne energije od 1,5 kWh.

### Kanal Benkovac
Kanal Benkovac služi da se voda potoka Benkovac s padina Ličkoga polja uvodi betonskim kanalom, ukupne dužine oko 2,5 kilometara, u glavni dovodni vod za strojarnicu HE Vinodol. Na taj se način povećava godišnja proizvodnja električne energije HE Vinodol za prosječno 5,5 GWh.

## Proizvodnja električne energije
Prema očuvanim podacima, od 1957. do kraja 2011., HE Vinodol i CHE Fužine proizveli su ukupno 7 734 GWh električne energije ili prosječno 141 GWh godišnje. Najmanje su proizveli 1957. (približno 81 GWh), a najviše 1979. (203 GWh). U novijem razdoblju, od 1996. do 2011., u HE Vinodol, CHE Fužine i RHE Lepenica proizvedeno je ukupno 2 291 GWh električne energije ili 143 GWh godišnje. Dakako, najveći dio se proizvede u
HE Vinodol u Triblju. Ukupnoj proizvodnji HE Vinodol treba pribrojiti i 446 GWh električne energije proizvedene u razdoblju od 1935. do 31. prosinca 2011. 

## Obnova HE Vinodol
U proteklim desetljećima u HE Vinodol su zamijenjeni i rekonstruirani vitalni dijelovi postrojenja. Najvažniji posao započeo je u srpnju 2002., na njen 50. rođendan. Tada je prvi od 3 generatora zamijenjen novim, a 2003. godine i preostala dva. Time je u Triblju, zapravo, proizvodnju započela praktički nova hidroelektrana. Od kratkoročnih planova zamjena i rekonstrukcija u HE Vinodol planira se: objedinjavanje svih preostalih i zajedničkih dijelova postrojenja u Triblju u jedinstveni sustav automatizacije; dovršetak ugradnje novog
sustava automatizacije u sve dijelove distribuiranih pogona u Gorskom kotaru; objedinjavanje automatskog upravljanja i nadzora svih dijelova postrojenja cjelokupnog HES Vinodol u jedinstveni SCADA sustav; rekonstrukcija upravljanja, regulacije i zaštite kućnog generatora u HE Vinodol; zamjena DC sustava u CHE Fužine; zamjena motor/generatora i blok transformatora, te rekonstrukcija pogona CHE Fužine i zamjena A1 i njegova blok transformatora, te rekonstrukcija pogona MHE Zeleni vir.